# Dialakoro (Mali)
Pour les articles homonymes, voir Dialakoro.
Dialakoro est une commune du Mali, dans le cercle et la région de Sikasso.
Nangola village de la région de Koulikoro compte 3 678 habitants en 2005 chefs du village est Salia Bengaly.